# Џорџ Лојд Хоџиз
Џорџ Лојд Хоџиз (енгл. George Lloyd Hodges; 1790, Олд Аби, Лимерик, Уједињено Краљевство (данас Република Ирска) - 14. децембар 1862, Брајтон, Уједињено Краљевство) био је британски официр и дипломата.

## Порекло и војничка каријера
Био је најстарији син Џорџа Томаса Хоџиза из Абија у округу Лимерик у данашњој Ирској. У британску војску се пријавио 1806. године, учествовао је од 1810. до 1814. године у војним операцијама на Пиринејском полуострву и у биткама код Катр Бра и код Ватерлоа. Заповедао је одредом британских добровољаца који су се 1832. борили у корист повратка на престо законите краљице Португалије Марије де Глорије против снага које су подржавале узурпатора Дом Мигела. Хоџизов одред ратовао је под заповедништвом краљичиног оца, Дом Педра, бившег цара Бразила. Истакао се током јуриша на град Порто 29. септембра 1832. године. О свом учешћу у овим догађајима Хоџиз је у Лондону 1833. објавио мемоаре под називом Повест о експедицији у Португалију 1832. године, по заповести Његовог царског височанства Дом Педра, војводе од Брагансе (енгл. Narrative of the Expedition to Portugal in 1832, under the orders of His Imperial Majesty Dom Pedro, Duke of Braganza, London, 1833).

## Боравак у Србији (1837—1839)
Хоџиз је недуго затим добио витешку титулу. Дипломатску каријеру је започео на Балкану. Именован је 30. јануара 1837. за првог британског конзула у Србији, тада аутономној кнежевини у саставу Османског царства. Хоџиз је 14. маја из аустријског Земуна прешао у Београд, а кнезу Милошу Обреновићу је у предао акредитивно писмо у Крагујевцу 3. јуна 1837. чиме су званично успостављени дипломатски односи између Велике Британије и Србије. Крајем те исте године, 15. децембра, Хоџиз је унапређен у ранг генералног конзула.
У Кнежевини Србији Хоџесов задатак је био да ради на сузбијању утицаја Русије, а то је, делимично, покушавао да оствари и уклањањем узрока незадовољства турском управом. Брзо се спријатељио са кнезом Милошем Обреновићем са којим је успоставио необично блиске односе. Кнез је у то време био суочен са руским и османским притисцима да прихвати устав и ограничење кнежевске власти. Руска званична политика је подржавала уставобранитеље, Милошеве политичке противнике, који су имали симпатије и кнегиње Љубице и Милошевог брата Јеврема. Хоџиз је покушавао да измири Милоша са кнегињом, Јевремом и једним од вођа уставобранитеља Томом Вучићем Перишићем, а Милоша је молио да утиче на стишавање комешања у Босни, који су даље крунили османску власт. Заузврат, конзул је кнезу неумерено обећавао британску подршку, док је Милош, притиснут руским захтевима, у понудама британског конзула видео сламку спаса. После доношења Турског устава 1838. Милошу је редовно виђање са Хоџизом онемогућено, али се кнез и даље повремено обраћао британском дипломати за савет.
Хоџиз је Србију напустио у мају 1839. у страху од могућих проблема. Његова политика била је неуспешна, кнез Милош је убрзо био присиљен да абдицира и напусти Србију, а руски утицај је ојачао.

## Каснија дипломатска каријера
На место генералног конзула у Египту постављен је 1. октобра 1839. године. Каријеру дипломате наставио је када је 11. маја 1841. постављен на место генералног конзула за Доњу Саксонију и за Царске слободне градове Хамбург, Бремен и Либек.